# Idéfix et les Irréductibles (bande dessinée)
Pour les articles homonymes, voir Idéfix et les Irréductibles.
Idéfix et les Irréductibles, est une série de bande dessinée française, dérivée d'Astérix et de la série télévisée homonyme.

## Albums
1. Pas de quartier pour le latin ! (2021)[1]
2. Les Romains se prennent une gamelle ! (2022)[2]
3. Ça balance pas mal à Lutèce ! (2022)[3]
4. Les Irréductibles font leur cirque (2023)[4]
5. Idéfix et le druide (2023)[5]
6. La Forêt lumière (2024)[6]
7. La Traversée de Lutèce (2024)[7]
8. À la poursuite du flacon vert (2025)[8]